# Айбуляк
Айбуля́к (рос. Айбуляк, башк. Айбүләк) — село у складі Янаульського району Башкортостану, Росія. Входить до складу Байгузінської сільської ради.
Населення — 285 осіб (2010; 246 у 2002).
Національний склад:
- башкири — 58 %
- татари — 39 %